# 에어로스 3200
에어로스 3200은 미국 에어로스(Worldwide Aeros Corp)사가 개발한 군용 정찰 무인 비행선이다.

## 대한민국
한국 육군은 휴전선에서의 북한군을 감시하기 위해 에어로스 3200 10여대를 주문했다. 그러나 2012년  2월 전방군단에서 시험평가 도중 강풍을 이기지 못하고 비행선이 추락해 계약해지를 통고했다. 이에 미국 에어로스 사는 미국 법원에 한국 정부를 제소했다
에어로스사는 "2012년 2월 1일 실전 테스트를 거쳐 2월 26일 방위사업청에 시스템을 공급했으나 한국 정부로부터 납품대금을 받지 못하고 있다"며 2012년 4월 16일 미국 법원에 한국 정부를 상대로 소송을 제기했다.
2012년 11월 한국은 미국의 다른 업체로부터 해병대 전술비행선을 도입했다. 2010년 연평도 포격 도발로 긴급 구매하고 있는 서북도서와 북측지역 감시 비행선은 육군의 럭비공 모양과 달리 연 모양을 띠고 있다.

## 성층권 비행선
한국의 KARI는 미국 에어로스사와 성층권 비행선을 공동개발했다. 한국에서 시험비행도 이루어졌다. 그러나 2006년 경제성 부족이라는 이유로 사업이 중단되었다. 성층권 비행선은 영어로 en:High Altiutede Airship(HAA)라고 부른다.

## 센티넬
레이시온은 홍보 팜플렛에서, AN/MPQ-64 센티넬 AESA 레이다를 길이 38 미터의 무인 비행선에 탑재할 경우, 14일 동안 150 km 거리를 탐지할 수 있다고 주장한다.

## 제원
- 길이: 39 m
- 비행고도: 15,000 m
- 작전풍속: 50 노트, 15,000 m
- 최대풍속: 80 노트
- 비행시간: 16 시간
- 화물중량: 300 kg
  - EO: 30 km
  - IR: 20 km
  - GMTI: 90 km
  - 비행기: 140 km

## 같이 보기
- 성층권 비행선
- ISIS (비행선)
- en:Worldwide Aeros Corp